# Lacul Hârtop II
Lacul Hârtop II (monument al naturii) este o arie protejată de interes național ce corespunde categoriei a III-a IUCN (rezervație naturală de tip mixt), situată în județul Argeș, pe teritoriul administrativ al comunei Rucăr.

## Descriere
Rezervația naturală declarată arie protejată prin Legea Nr.5 din 6 martie 2000, se află în partea de sud a Munților Făgărașului, în bazinul hidrografic al râului Doamnei, la o altitudine de 2.200 m și se întinde pe o suprafață de 0,35 hectare.
Aria naturală cunoscută și sub denumirea de Gemenul de Jos, reprezintă un lac de origine glaciară, alimentat cu apă dintr-un izvor ce-și are obârșia în Lacul Hârtop I, de adâncime relativ mică (0,50-0,70 m) și cu malurile mlăștinoase, acoperite cu vegetație specifică zonelor umede.